# Aquilifer

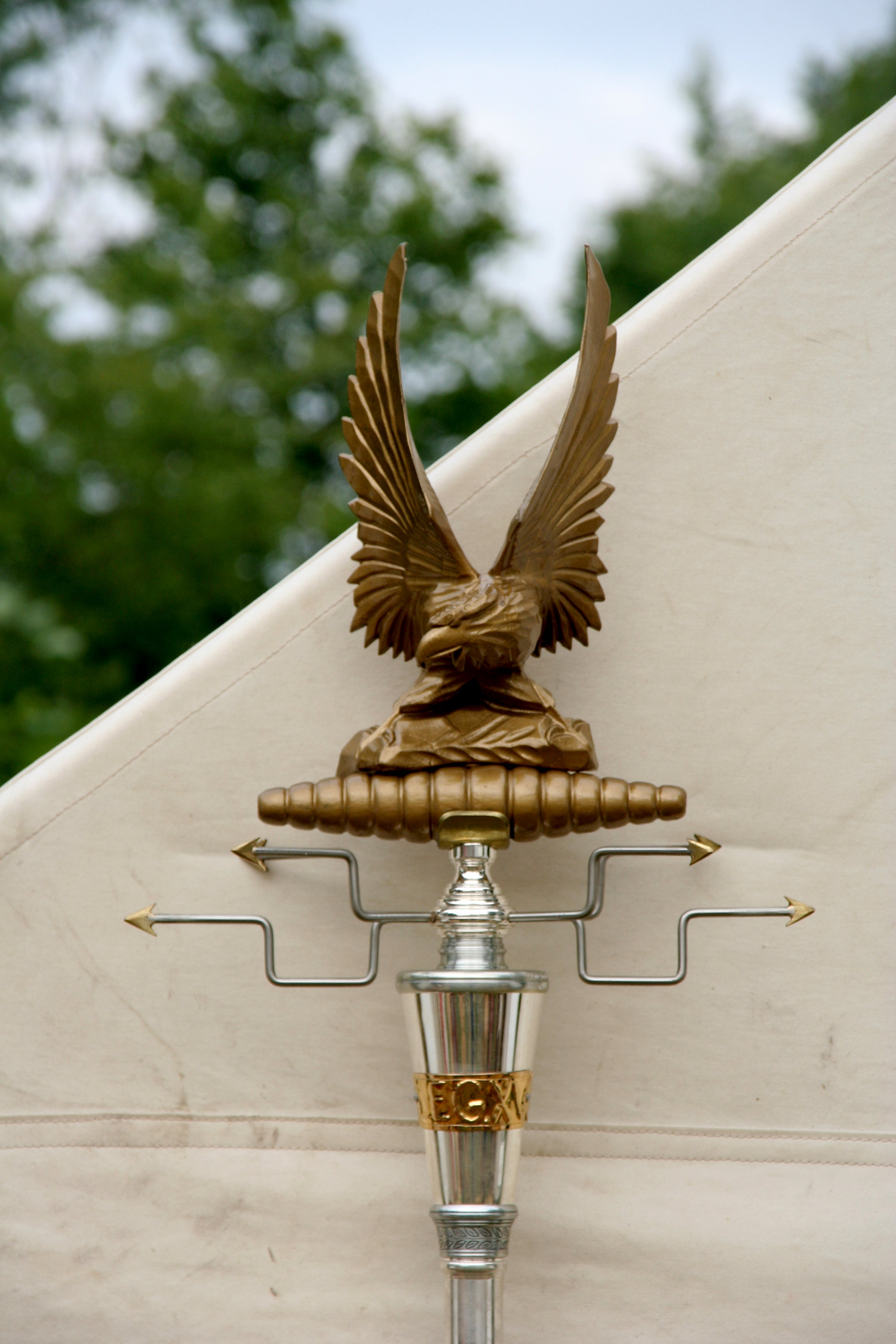
El emblema de las legiones.

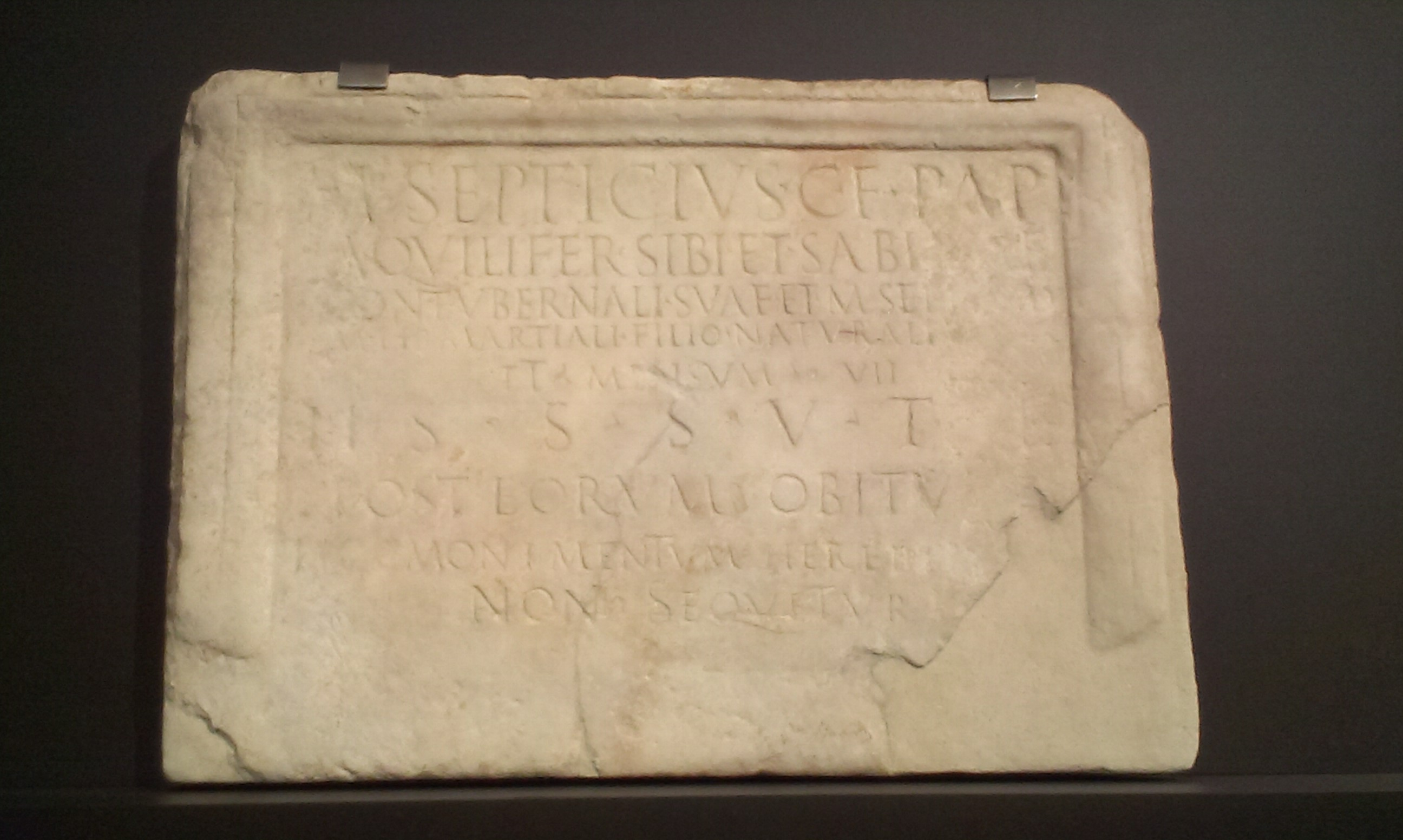
Inscripción CIL II^{2}, 7, 288, procedente de Córdoba (España), dedicada a Marco Septicio, aquilifer de una legión destacada en Hispania a comienzos del Imperio Romano

Un aquilifer era en la Antigua Roma un signifer de rango senior del Ejército romano, un suboficial que portaba el águila del estandarte de las legiones. Su nombre deriva de aquila, que en latín significa águila, animal que se convirtió en símbolo universal de las legiones a partir del año 104 a. C. Antes de que el águila se impusiera como el emblema predominante de las legiones romanas, el lobo, el jabalí, el toro y el caballo ocuparon su lugar. El águila se convirtió en la posesión más importante de la legión, y su pérdida suponía el deshonor y la deshonra.
El emblema del águila estaba compuesto por un ejemplar de este animal labrado en metal cuyas alas rodeaban una corona de laurel y que se montaba sobre una estrecha base trapezoidal.
El aquilifer gozaba de gran prestigio dentro de la jerarquía del ejército romano; ha sido clasificado por los historiadores como un suboficial cuyo rango estaba por debajo del centurión y por encima del optio y que recibía el doble del salario del legionario raso. A diferencia de otros portaestandartes romanos como el signifer, el aquilifer no empleaba piel de animal como complemento para su vestuario. Portaba un pequeño escudo circular llamado parma que podía sujetarse al brazo si estaba empleando el arma o portando el estandarte.